# Condado de Salisbury
Conde de Salisbury es un título creado en diversas ocasiones de la historia inglesa y británica. El título tiene una historia compleja, siendo creado por primera vez para Patrick de Salisbury a mitad del siglo XII. Finalmente el título fue heredado por Alice, esposa de Tomás, conde de Lancaster. Cuando el conde fue ejecutado en 1322, la condesa cedió sus títulos al rey.
El título fue creado por segunda vez en 1337, a favor de Guillermo de Montagu o Montacute. Su línea terminó con Alice Mantagu, cuyo marido, Richard Neville, ostentó el condado por derecho matrimonial con permiso del rey. Se cuestionó sobre si esto supuso una nueva creación a favor de Richard Neville, aunque su bisnieta, Margarita Plantagenet, era considerada heredera de la segunda creación. Tras la muerte de Richard y Alice Neville, el título fue heredado por su primogénito, Ricardo Neville el Hacedor de Reyes, quién solo tuvo dos hijas. A su muerte el título cayó en desuso, ya que el derecho las reconocía a ambas como herederas.
Más tarde, en 1472, el título volvió a ser creado a favor de Jorge, duque de Clarence y esposo de la hija mayor de Ricardo Neville. En 1478, el duque fue ejecutado y su título se suprimió. Volvió a ser concedido Eduarda de Middleham, hijo de la hija menor del Hacedor de Reyes, quién murió en 1484.
Algunas fuentes han afirmado que el hijo varón de Jorge, Eduardo, conde de Warwick, obtuvo la rehabilitación del título en 1485. El conde de Warwick fue ejecutado en 1499. Años más tarde, en 1513, el título fue reinstaurado a favor de la hermana de Warwick, Margarita Pole, quién también fue ejecutada en 1539.
En 1605, fue concedido a Robert Cecil, conde de Salisbury, confidente de Jacobo I e hijo de William Cecil.

## Condes de Salisbury, primera creación (1145)
- Patrick de Salisbury, I conde de Salisbury (c. 1122-1168)
- William de Salisbury, II conde de Salisbury (m. 1196)
- Ela de Salisbury, III condesa de Salisbury (1187–1261)
  - Guillermo Longespée, III conde de Salisbury jure uxoris (c. 1176–1226)
- Margaret Longespée, IV condesa de Salisbury (m. 1310)
- Alice de Lacy, V condesa de Salisbury (1281–1348) (suprimido en 1322)

## Condes de Salisbury, segunda creación (1337)
- William Montagu, I conde de Salisbury (1301–1344)
- William Montagu, II conde de Salisbury (1328–1397)
- John Montagu, III conde de Salisbury (1350–1400) (suprimido en 1400)
- Thomas Montagu, 4.º Conde de Salisbury (1388–1428) (restaurado en 1421)
- Alice Montagu, V condesa  de Salisbury (1407–1462)
  -  Richard Neville, V conde de Salisbury jure uxoris
- Richard Neville, VI conde de Salisbury y XVI conde de Warwick jure uxoris (1428–1471) (revertido a la corona en 1471).

## Condes de Salisbury, tercera creación (1472)
- Jorge Plantagenet, I conde de Salisbury (1449–1478) (suprimido en 1478); yerno del VI conde de la segunda creación.

## Condes de Salisbury, cuarta creación (1478)
- Eduardo de Middleham, I conde de Salisbury y príncipe de Gales (1473–1484); sobrino y sobrino político del conde de la tercera creación, nieto del Vi conde de la segunda creación (extinto en 1484).

## Condes de Salisbury, restauración de la segunda o tercera creación (1512)
Algunas fuentes se refieren a Eduardo Plantagenet, XVII conde de Warwick (1475–1499),  como conde de Salisbury, pero no existe base para suponer que ostentase dicha dignidad. Warwick era hijo de Jorge Plantagenet y nieto del último conde de la segunda creación. De aplicar la ley moderna, Eduardo hubiera heredado el título en 1485, tras la muerte de su tía Ana. Desde 1484, el conde de Warwick estaba bajo custodia; siendo demasiado joven para sentarse en la Cámara de los Lores. Fue ejecutado en 1499, con veinticuatro años. De ser conde de Salisbury, se hubiera suprimido el título junto al de conde de Warwick. Es posible, pese a no haber pruebas de una restauración a su favor, que usara la dignidad como título de cortesía, ya que fue un título subsidiario  de su padre.
- Margarita Plantagenet, condesa de Salisbury (1474–1541) (restaurado en 1512; suprimido en 1539), hermana y heredera del anterior; las fuentes difieren sobre si se restauró el título de su abuelo (segunda creación) o su padre (tercera creación).

## Condes de Salisbury, quinta creación (1605)
- Robert Cecil, I conde de Salisbury (1563–1612)
- William Cecil, II conde de Salisbury (1591–1668)
- James Cecil, III conde de Salisbury (1648–1683)
- James Cecil, IV conde de Salisbury (1666–1694)
- James Cecil, V conde de Salisbury (1691–1728)
- James Cecil, VI conde de Salisbury (1713–1780)
- James Cecil, VII conde de Salisbury, I marqués de Salisbury (1748–1823)
- Véase Marquesado de Salisbury.